# Detroit
Detroit (AFI: /dɪˈtɹɔɪt/) è una città degli Stati Uniti d'America, capoluogo della contea di Wayne, principale centro dello Stato del Michigan.
Fondata nel 1701 da cacciatori di pellicce francesi, è oggi più nota come capitale dell'industria automobilistica statunitense. Nella bandiera di Detroit compaiono i gigli di Francia e i leoni d'Inghilterra, a simboleggiare il ruolo svolto dalle due potenze nella storia della città situata al confine fra il Canada francese ed i territori colonizzati dai britannici.
Situata lungo il fiume Detroit, di fronte alla città canadese di Windsor, si trova nella regione dei grandi laghi americani, al centro di una vasta zona industriale.
La città è un importante luogo di produzione musicale, soprattutto grazie all'etichetta "Motown".

## Geografia fisica

### Territorio

Detroit vista dal satellite

La città ha un'area totale di 370,2 km². Il punto più elevato si trova nel distretto universitario, a nord-ovest, ad un'altezza di 204 m; la parte più bassa è naturalmente quella sulla riva del fiume, a 176 m. Sul confine nord-est si trovano le comunità benestanti di Grosse Pointe ed a nord si trovano le contee di Oakland e Macomb. L'Alter Road divide una delle zone più povere di Detroit, da una zona ricca di manieri sulla Lake Shoredrive, a Grosse Pointe.

### Clima
Detroit, come il resto del Michigan del sud-est, ha il tipico clima temperato del Midwest, influenzato dalla presenza dei Grandi Laghi. La classificazione climatica di Koppen per questa zona è "Dfa" (clima continentale con estati calde). Gli inverni sono decisamente freddi rispetto alla latitudine (il clima americano è molto più continentale) con nevicate moderate, anche se le temperature raramente scendono sotto i −17 °C. Le temperature estive, invece, possono spesso superare i 32 °C. La media mensile delle precipitazioni varia dai 50 ai 100 mm.
I record di temperatura massima e minima sono rispettivamente di 40,5 °C (24 luglio 1934) e di −31,1 °C (22 dicembre 1872).
| Mese                | Mesi | Mesi | Mesi | Mesi | Mesi | Mesi | Mesi | Mesi | Mesi | Mesi | Mesi | Mesi | Stagioni | Stagioni | Stagioni | Stagioni | Anno |
| Mese                | Gen  | Feb  | Mar  | Apr  | Mag  | Giu  | Lug  | Ago  | Set  | Ott  | Nov  | Dic  | Inv      | Pri      | Est      | Aut      | Anno |
| ------------------- | ---- | ---- | ---- | ---- | ---- | ---- | ---- | ---- | ---- | ---- | ---- | ---- | -------- | -------- | -------- | -------- | ---- |
| T. max. media (°C)  | −1   | 1    | 6    | 14   | 21   | 26   | 28   | 27   | 23   | 16   | 8    | 1    | 0,3      | 13,7     | 27       | 15,7     | 14,2 |
| T. min. media (°C)  | −8   | −7   | −2   | 2    | 8    | 13   | 16   | 15   | 11   | 5    | 0    | −5   | −6,7     | 2,7      | 14,7     | 5,3      | 4    |
| Precipitazioni (mm) | 40   | 40   | 60   | 70   | 70   | 90   | 70   | 80   | 70   | 50   | 60   | 60   | 140      | 200      | 240      | 180      | 760  |

## Storia

### XVIII secolo
Navigando sul fiume Detroit con la nave Le Griffon, padre Louis Hennepin scelse la riva nord del suddetto come luogo ideale per un insediamento. Il nome di Detroit deriva dalla lingua francese Rivière du détroit, ossia "Fiume dello stretto": esso si riferisce al fatto che il fiume collega il Lago St. Clair con il Lago Erie, trovandosi come uno "stretto" fra i laghi Huron ed Erie. Qui, nel 1701, l'ufficiale francese Antoine Laumet de La Mothe, Signore di Cadillac, insieme all'italiano Alphonse de Tonti, fondò un insediamento fortificato chiamato Fort Pontchartrain du Détroit, dal nome del conte di Pontchartrain, ministro della marina sotto Luigi XIV. L'insediamento prosperò come centro commerciale di pellicce e il porto offriva riparo alle navi francesi che solcavano i Grandi Laghi.
François-Marie Picoté de Belestre, fu l'ultimo comandante militare francese a Fort Detroit prima della resa, il 29 novembre 1760, a favore del Maggiore inglese Robert Rogers. In seguito, durante la guerra franco-indiana, le truppe inglesi ottennero il controllo della zona e abbreviarono il nome in Detroit. Molte tribù di nativi americani che in precedenza avevano sviluppato relazioni amichevoli con i coloni francesi, si allarmarono dopo questi sviluppi. Nel 1763 queste tribù, comandate dal capo Pontiac, iniziarono quella che in seguito venne conosciuta come la "Ribellione di Pontiac", la quale incluse l'assedio a Fort Detroit e che si concluse a favore degli inglesi. Durante la guerra d'indipendenza americana, Detroit fu una roccaforte britannica protetta dalle tribù indiane loro alleate, comandate da Joseph Brant. Per due volte il generale americano George Rogers Clark tentò di conquistarla con l'aiuto dei francesi, la prima volta nel 1778 e la seconda l'anno seguente (1779), ma entrambi i tentativi non ebbero successo.

### XIX secolo
Nel 1796 Detroit diventò parte degli Stati Uniti in seguito al trattato di Jay. Nel 1805 un grave incendio distrusse quasi completamente l'insediamento, tanto che rimasero solo un magazzino sulla riva del fiume e alcuni camini in mattone. Dal 1805 al 1847 Detroit fu la capitale del Michigan. Non appena la città si espanse, la disposizione delle strade seguì il piano di Augustus B. Woodward, capo della giustizia del Michigan.
Durante la guerra del 1812, fu l'"Assedio di Detroit" a consegnare la città nelle mani degli inglesi; venne poi riconquistata dagli Stati Uniti nel 1813 e, in seguito, incorporata come città nel 1815. Prima della guerra civile americana, l'accesso della città alla frontiera canadese ne fece una fermata chiave della linea ferroviaria.
Molti Detroiters furono volontari durante la guerra civile americana. Dopo la morte del presidente Abraham Lincoln, l'evento venne ricordato da George Armstrong Custer alle migliaia di persone riunite vicino a Campus Martius Park. Custer condusse le brigate del Michigan durante la guerra civile e le chiamò Wolverine.

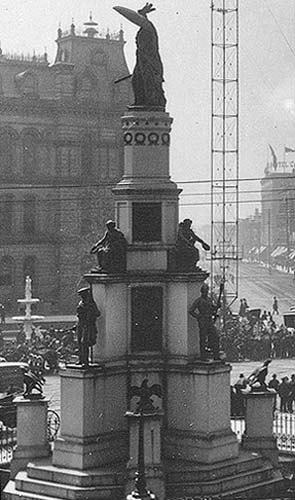
Monumento commemorativo ai soldati e marinai della guerra civile

Molti edifici e manieri della Gilded Age (il periodo immediatamente successivo alla guerra civile) di Detroit crebbero durante l'Ottocento. Ci si riferì spesso alla città come alla "Parigi dell'ovest" per la sua raffinata architettura. Strategicamente posizionata lungo la rete fluviale dei Grandi Laghi, Detroit emerse come centro di trasporti. La città è cresciuta continuamente dal 1830, con il diffondersi dei trasporti, dei cantieri navali e delle industrie.

### XX e XXI secolo
Nel 1896 una fiorente industria dei trasporti spinse Henry Ford a costruire la sua prima automobile in un autonoleggio a Mack Avenue e nel 1904 venne prodotto il Model T. L'industria di Ford (e di tutti i pionieri del settore come i fratelli Dodge e Walter Chrysler) rafforzò la posizione di Detroit come capitale mondiale dell'automobile.
L'industria automobilistica spronò la spettacolare crescita della città nella prima metà del XX secolo, attirando numerosi nuovi abitanti, in particolare lavoratori dagli Stati del Sud. Rapporti razziali tesi furono evidenti durante il processo al Dr. Ossian Sweet, un medico nero di Detroit assolto dall'accusa di omicidio dopo aver sparato in mezzo a una folla che lo assaliva mentre si stava spostando dalla parte "nera" a quella "bianca" della città. Con l'introduzione del proibizionismo, il fiume divenne il principale canale per l'importazione di alcolici canadesi.

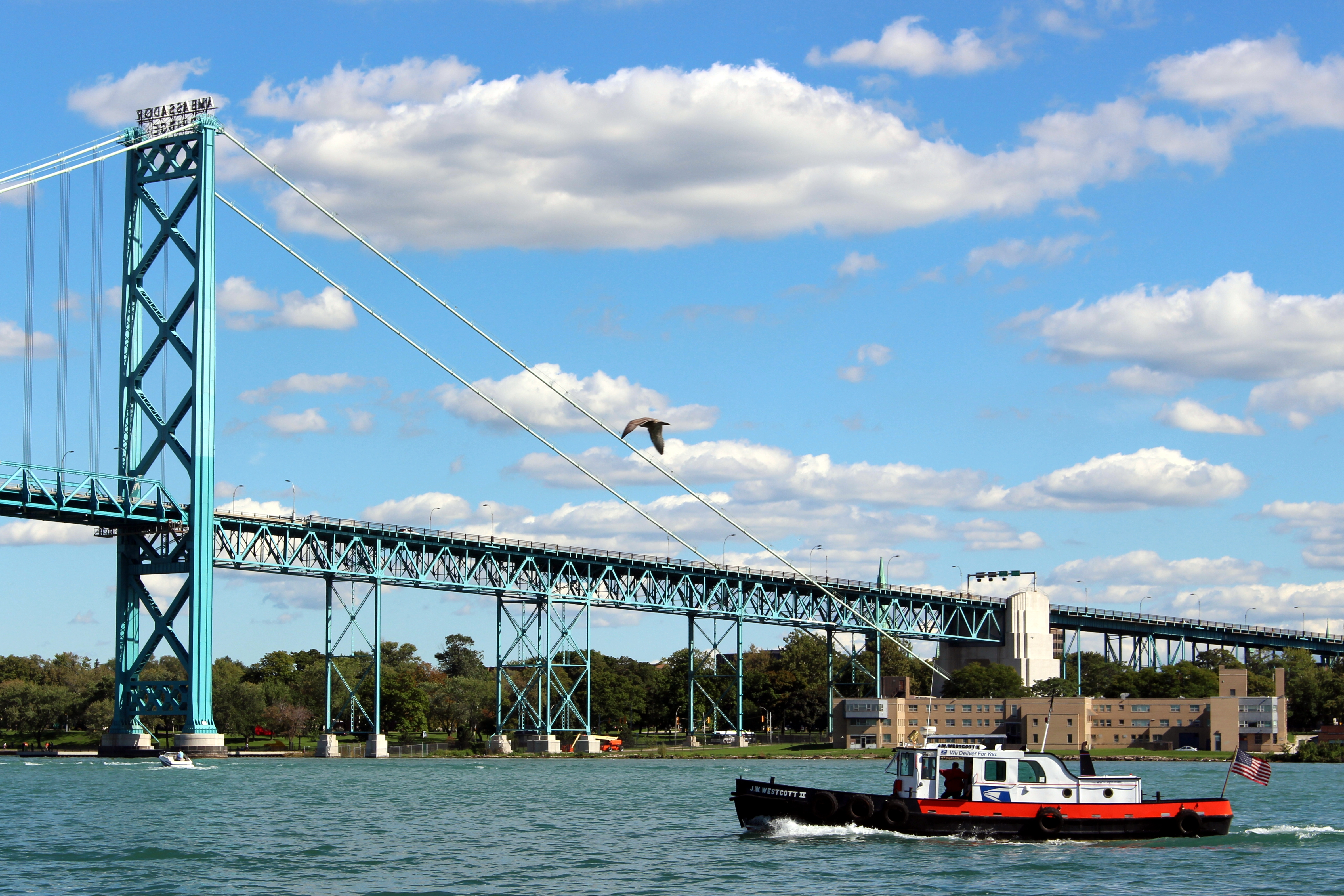
L'imbarcazione J.W. Westcott II sul fiume Detroit di fronte al ponte Ambassador.

Con l'industria arrivarono le tensioni, che raggiunsero il culmine negli anni Trenta, quando la United Auto Workers rimase coinvolta in aspri contenziosi con gli operai dell'industria automobilistica di Detroit. L'attivismo della classe operaia di quegli anni portò alla notorietà alcuni leader di casa, come Jimmy Hoffa e Walter Reuther. Gli anni Quaranta videro la costruzione della prima autostrada urbana al mondo, la Davison, e la forte crescita industriale, che portarono a Detroit il soprannome di "Arsenale di democrazia". La città fu messa a dura prova durante la seconda guerra mondiale, quando decine di migliaia di lavoratori si trasferirono a Detroit per lavorare nelle industrie belliche. Molti di questi immigrati erano sia bianchi che neri provenienti dagli Stati del Sud. Trovare casa diventò quasi impossibile.
La "sommossa di Detroit del 1967" accelerò l'allontanamento dei bianchi dalla città. La percentuale di residenti neri crebbe rapidamente e non solo i bianchi continuarono a lasciare la città, ma l'immigrazione dei neri dal Sud continuò sostenuta. Dal momento in cui i negozianti e i piccoli proprietari emigrarono per le continue ribellioni, gli introiti provenienti dalle tasse subirono un rapido declino. Nell'arco di dieci anni, molti edifici nella zona sud-est vennero abbandonati e molti di questi rimasero per anni in stato di degrado. Nel 1973 venne eletto il primo sindaco afroamericano, Coleman Young. Lo stile di Young durante i suoi cinque mandati (1974-1994) di carica non fu ben accolto da molti bianchi.

#### Le crisi petrolifere
Dal 1973 al 1979 la crisi petrolifera scosse fortemente l'industria automobilistica degli Stati Uniti, mentre le utilitarie di produzione straniera fecero il loro ingresso sulle strade tradizionalmente dominate dalle auto delle case automobilistiche americane. "Rinascimento" fu una parola spesso utilizzata dai leader politici della città in seguito agli scontri di Detroit del 1967. Un tentativo di rilancio della città si ebbe con la costruzione del Renaissance Center alla fine degli anni Settanta. Nel 1980 si tenne a Detroit la Convenzione Nazionale Repubblicana che promosse Ronald Reagan per la campagna presidenziale.

#### La bancarotta della città (2013)

Modulo compilato per la bancarotta della città il 18 luglio 2013.

Il 18 luglio 2013 la città ha dichiarato fallimento, a causa dell'impossibilità di pagare debiti stimati tra i diciotto e i venti miliardi di dollari. Nonostante fosse stata ventilata la possibilità di ottenere fondi vendendo, tra l'altro, opere del rinomato museo cittadino, il Detroit Institute of Arts, un giudice ha espressamente escluso dalla liquidazione tutte quelle istituzioni no-profit compreso il museo, che anzi diventerà indipendente dall'amministrazione locale. Il 7 novembre 2014 un tribunale fallimentare ha approvato il piano proposto dalle autorità municipali per cancellare sette dei diciotto miliardi di debito, avviando tagli del 4,5% sulle pensioni di 12 000 dipendenti pubblici e lo stanziamento di un miliardo e settecento milioni di dollari da investire in servizi. Il 10 dicembre 2014 Detroit è uscita dal regime di amministrazione controllata.

## Monumenti e luoghi d'interesse

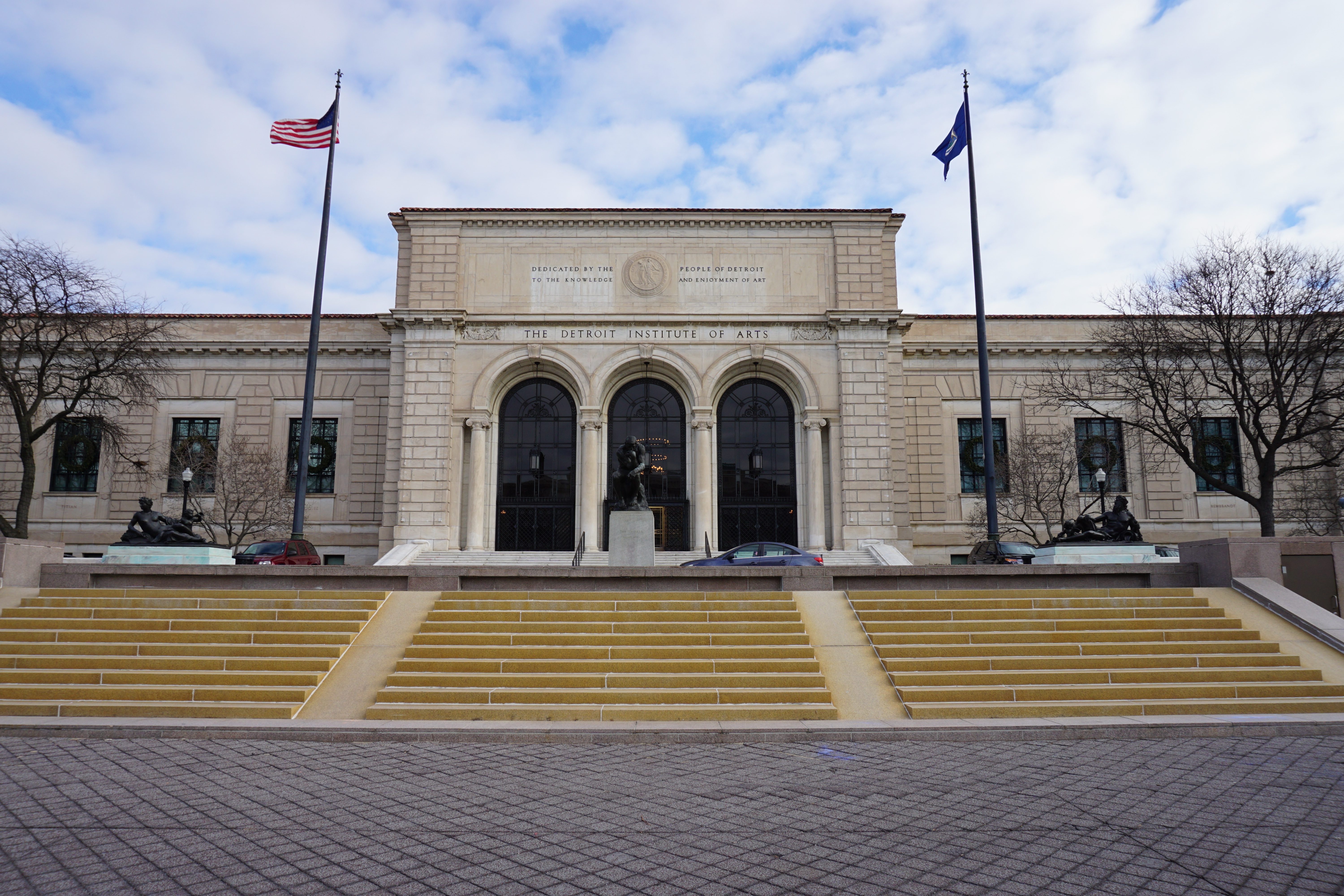
Detroit Institute of Arts

Molti dei principali musei si trovano nel centro culturale vicino alla Wayne State University, della quale fa parte la Casa del Colonnello Frank J. Hecker. Tra questi spiccano il Detroit Institute of Arts, il Detroit Historical Museum, il Charles H. Wright Museum of African American History e il Detroit Science Center. La storia di Detroit e della sua area si può trovare in mostra al Henry Ford Museum, il più grande della nazione tra i musei che espongono all'aperto e al chiuso.
Hart Plaza, tra il Renaissance Center e la Cobo Hall sul lungofiume, è il luogo che ospita vari eventi tra i quali il Windsor-Detroit International Freedom Festival, una delle principali manifestazioni con fuochi d'artificio.
Altri siti d'interesse sono il Detroit Zoo e l'acquario di Belle Isle.
La scultura civica più importante è lo Spirito di Detroit di Marshall Fredericks al Coleman Young Municipal Center, spesso utilizzata come simbolo di Detroit e, secondo il folklore locale, vestito con la divisa di squadre sportive per festeggiare le relative vittorie.

## Società
Dal 1970 al 2020 la città ha subito una significativa decrescita demografica, arrivando a dimezzare il numero dei propri abitanti.
Dall'inizio degli anni 2000 si è però tentato un rilancio, è stata costruita la sede della Compuware, sono stati aperti tre casinò, si è rinnovato il complesso Renaissance Center, sede mondiale della General Motors, ed è stata aperta una nuova arena sportiva dove giocano i Detroit Red Wings e i Detroit Pistons; a partire dal XXI secolo i cittadini hanno iniziato a prendere possesso dei numerosi lotti di terreno sfitti, di proprietà del comune, per usarli a scopi agricoli e sociali come community garden.

### Etnie
La popolazione di Detroit si è più che dimezzata dal 1960 agli inizi del ventunesimo secolo, e la composizione etnica si è invertita: nel 1960 il 70% degli abitanti era bianco, all'inizio del ventunesimo secolo l'80% è nero.
| Demografia        | 2010  | 1990  | 1970  | 1950  | 1940  | 1930  | 1920  | 1910  |
| ----------------- | ----- | ----- | ----- | ----- | ----- | ----- | ----- | ----- |
| Bianchi           | 10,6% | 21,6% | 55,5% | 83,6% | 90,7% | 92,2% | 95,8% | 98,7% |
| —Non ispanici     | 7,8%  | 20,7% | 54,0% | N.D.  | 90,4% | N.D.  | N.D.  | N.D.  |
| Afroamericani     | 82,7% | 75,7% | 43,7% | 16,2% | 9,2%  | 7,7%  | 4,1%  | 1,2%  |
| Ispanici o latino | 6,8%  | 2,8%  | 1,8%  | N.D.  | 0,3%  | N.D.  | N.D.  | N.D.  |
| Asiatici          | 1,1%  | 0,8%  | 0,3%  | 0,1%  | 0,1%  | 0,1%  | 0,1%  | N.D.  |

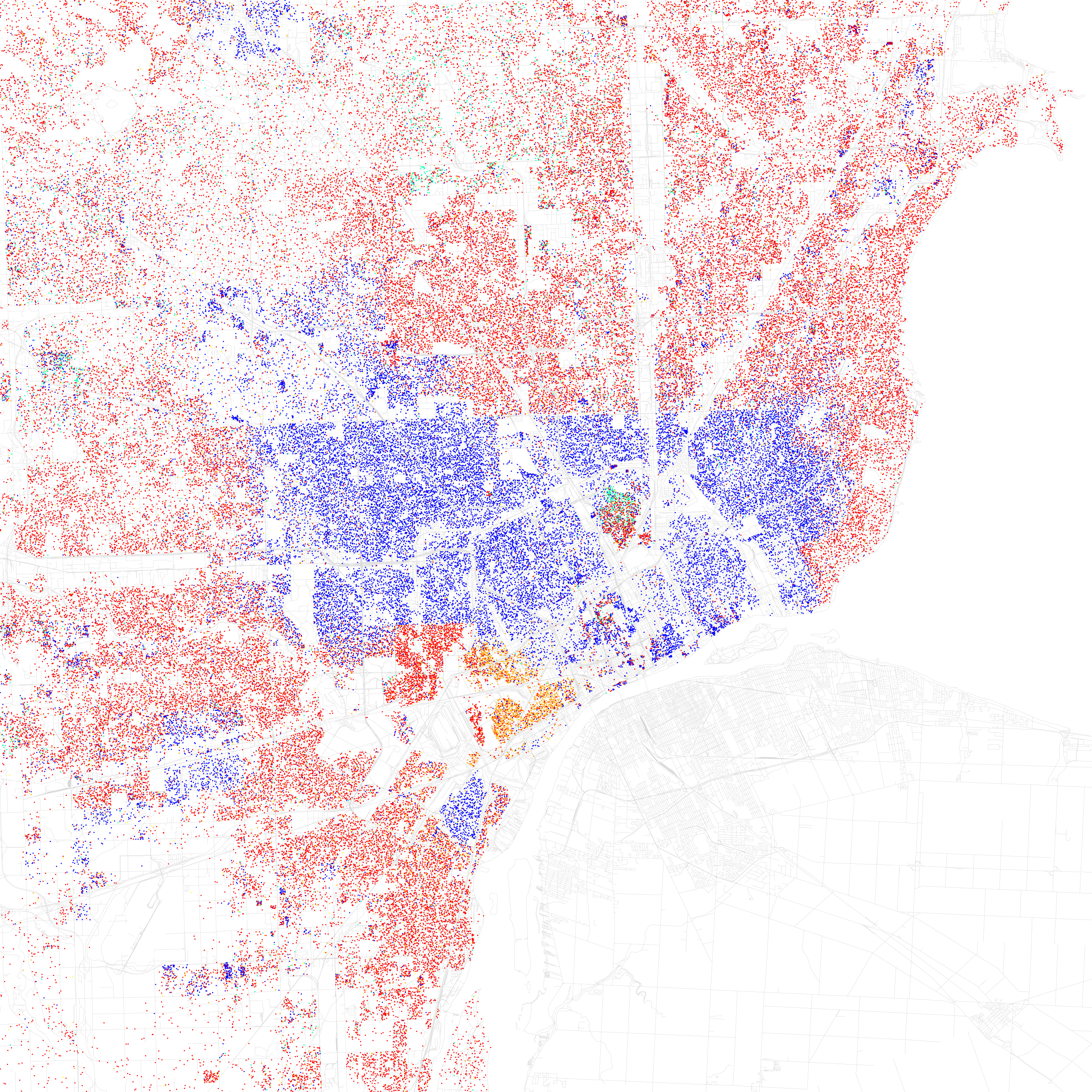
Mappa della distribuzione etnica di Detroit (Censimento degli Stati Uniti d'America del 2010); ogni punto corrisponde a 25 persone: Bianchi, Neri, Asiatici, Ispanici o Altri (giallo)

Al censimento del 2010 la città di Detroit contava 713.777 abitanti così suddivisi:
- Neri/afroamericani: 82,7%
- Bianchi: 10,6%
- Asiatici: 1,1%
- Di altre etnie o di derivazione etnica mista: 6,81%

## Cultura

### Musei
- Detroit Institute of Arts

### Scuole
Il distretto delle scuole pubbliche di Detroit (DPS), con i suoi 116.800 studenti e le sue 220 scuole, è il più grande del Michigan. Servono la città anche degli istituti scolastici privati, come la Scuola Parrocchiale Romana Cattolica, diretta dall'Arcidiocesi di Detroit. A metà degli anni novanta, la legislatura del Michigan rimosse il consiglio per l'istruzione eletto localmente con accuse di problemi organizzativi e lo rimpiazzò con un nuovo consiglio riformato designato dal sindaco e dal Governatore. Il precedente consiglio locale venne ricostituito in seguito al referendum cittadino del 2005. A causa del declino delle assunzioni, entro il 2009 si prevede la chiusura di 95 scuole pubbliche.
Detroit è la sede di molte scuole di livello universitario della stessa area metropolitana, come la Wayne State University, che si occupa di medicina e legge e si trova nella zona di Mid-town. Altri istituti includono l'University of Detroit Mercy per legge ed odontoiatria, il College for Creative Studies, il Lewis College of Business, il Marygrove College ed il Wayne County Community College.

### Musica
La musica è stata la caratteristica dominante delle notti di Detroit fin dagli anni quaranta, portando la città all'attenzione mondiale. L'area metropolitana propone due dei locali "live" più importanti degli Stati Uniti: il DTE Energy Music Theatre e il Palace of Auburn Hills. Il Detroit Theatre District è la seconda area su scala nazionale in termini di posti a sedere. I principali teatri sono il Fox Theatre, il Masonic Temple Theatre, il Detroit Opera House ed il Fisher Theatre. La Orchestra Hall è la sede della Detroit Symphony Orchestra.

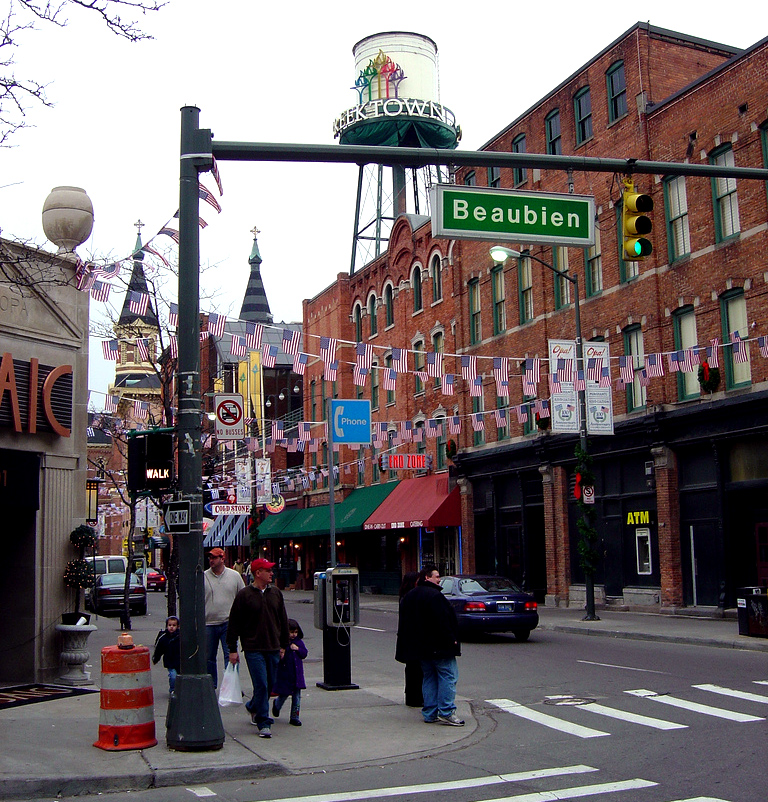
Il quartiere di Greektown a Detroit

Negli anni quaranta la scena blues di Detroit vide la presenza di John Lee Hooker. Negli anni cinquanta divenne poi un centro di jazz e ospitò le esibizioni di varie star nel quartiere di Black Bottom. In seguito venne fondata la casa discografica Motown Records, che raggiunse l'apice negli anni sessanta pubblicando gli album di artisti come Stevie Wonder, The Temptations, The Four Tops, Smokey Robinson & The Miracles, Diana Ross & The Supremes, i Jackson 5 e Marvin Gaye.
Negli anni settanta su Detroit si affacciò la scena rock, con artisti come Alice Cooper, Ted Nugent, Mitch Ryder, Rare Earth, Brownsville Station, Glenn Frey e Bob Seger. I Kiss catturarono l'essenza dell'amore di Detroit per il rock con la canzone Detroit Rock City. A Detroit sono nati gli Stooges di Iggy Pop e gli MC5, entrambi i gruppi precursori del punk.
Originaria di Detroit è l'icona pop Madonna, nata e cresciuta nei sobborghi della città, ma trasferitasi a New York a 19 anni in cerca di fortuna nel mondo della danza e della musica. La cantante ha dichiarato più volte di essere stata profondamente influenzata dalla musica nera che ascoltava continuamente alle radio locali di Detroit e nei luoghi di ritrovo delle sue amiche di colore.
L'area di Detroit è universalmente riconosciuta come la terra natìa della musica techno, la quale ha continuato la sua crescita dal 1987 attraverso radio e discoteche situate in tutto il mondo. La techno di Detroit si sviluppò in contemporanea con il genere house di Chicago, ma fu influenzata da precursori della techno funk music europei come i Kraftwerk.
Negli anni novanta inoltre ebbe spazio la crescita, questa volta principalmente su scala nazionale, del "garage rock" con band di successo come The White Stripes, Von Bondies, i Dirtbombs e gli Electric Six. Detroit negli anni recenti ha visto l'incontro tra i tragitti della scena rock e di quella elettronica con gruppi come i Melting Alpha Coat. Molti altri gruppi hanno ottenuto il successo collegando questi due generi, sfociando poi in quello che oggi viene chiamato Indie Rock.
Detroit è anche prolifica nel genere del Hip Hop essendo luogo di nascita di artisti come Royce da 5'9", Mr. Porter, Big Sean e Trick-trick. Inoltre è vissuto (ma non nato) a Detroit anche il rapper-attore Eminem, che ha rappresentato la città nel lungometraggio 8 Mile.
A Detroit si organizzano ogni anno vari festival musicali come il Ford Detroit International Jazz Festival, l'Electronic Music Festival, il Motor City Music Conference (MC2), l'Urban Organic Music Conference, il Concert of Colors e l'Hip-hop Summer Jamz Music Festival.

## Geografia antropica

### Il centro

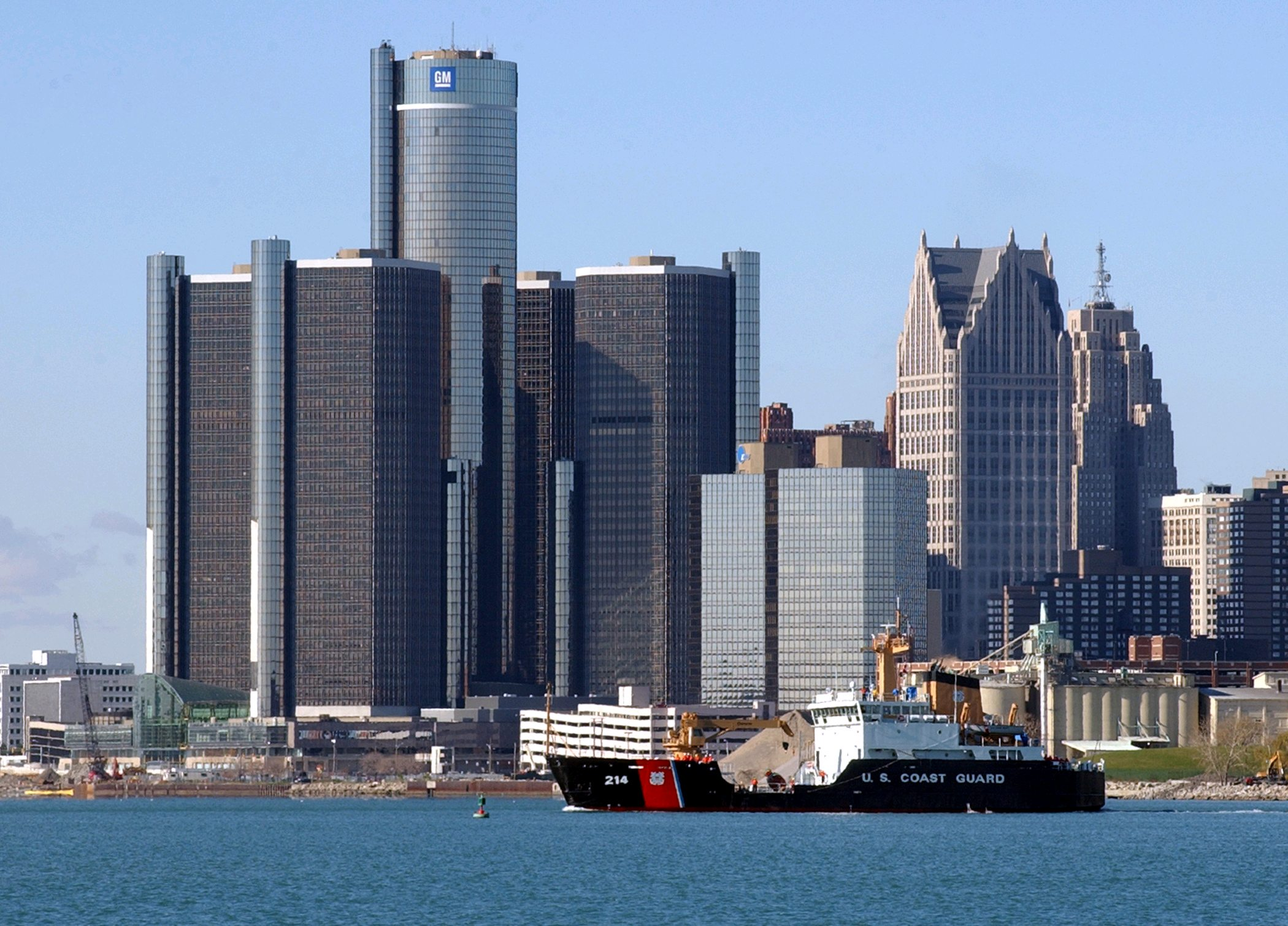
Vista del Renaissance Center, sede della General Motors

Il centro possiede una buona varietà di stili architettonici. Il passato incontra il presente quando l'art déco dei grattacieli si mescola con la post-moderna Comerica Tower, che insieme al Renaissance Center formano i simboli della città.
Esempi di art déco sono il Guardian Building e il Penobscot Building, così come il Fisher Building e il Cadillac Place nella New Center Area, nei pressi della Wayne State University. Tra gli edifici pubblici principali vi sono il Fox Theatre, la Detroit Opera House e il Detroit Institute of Arts.
Mentre la zona centrale presenta molti grattacieli, come la Torre Cadillac, così non è per le zone a ridosso, dove si trovano invece palazzine e case familiari. Molti dei più importanti edifici di Detroit sono protetti dal National Trust for Historic Preservation e sono categorizzati tra i paesaggi in via d'estinzione in quanto comprendono molti edifici del tardo XIX secolo. Detroit ha un alto numero di professionisti che si occupano di urbanistica, conservazione dei beni architettonici e di investimenti.

### Quartieri
Detroit ha vari quartieri e distretti storici, molti dei quali sono inclusi nel "Registro Nazionale dei Luoghi Storici", come Lafayette Park e parte del quartiere residenziale di Mies Van der Rohe. Ogni sabato circa 45.000 persone affollano le strade facendo shopping all'Eastern Market. La Mid-town e la zona di New Center sono posizionate attorno alla Wayne State University e all'Henry Ford Hospital. Mid-town ha circa 50.000 residenti ed attira ancora milioni di visitatori ogni anno con i suoi musei e centri culturali. L'annuale Detroit Festival of Arts a Mid-town, per esempio, attrae circa 350.000 persone. Interessante come esista anche la più grande comunità sammarinese decentrata dalla piccola Repubblica, con circa un migliaio di aderenti.

## Infrastrutture e trasporti
La città è servita dall'Aeroporto Internazionale di Detroit-Contea di Wayne. Detroit dispone anche di una linea tranviaria aperta nel 2017.
Dal 1930 è operativo il tunnel stradale tra Detroit e Windsor (Canada). 

## Problemi della città
Nonostante gli interventi urbani e sociali operati a Detroit negli anni settanta, un violento e apparentemente inarrestabile fenomeno di degrado continua a persistere tuttora, con sfaldamento del tessuto cittadino e crollo del numero degli abitanti.

### Criminalità
Il tasso di criminalità è molto elevato, secondo dati dell'FBI. Le bande di strada costituiscono una forma locale di criminalità molto diffusa. A livello di crimine organizzato, la città è dominata dalla famiglia Zerilli.

### Bancarotta del 2013
Il 18 luglio 2013, il governatore Rick Snyder ha dichiarato che la città è fallita, non riuscendo a ripagare le obbligazioni municipali emesse, per un valore complessivo di 18 miliardi di dollari.

## Sport

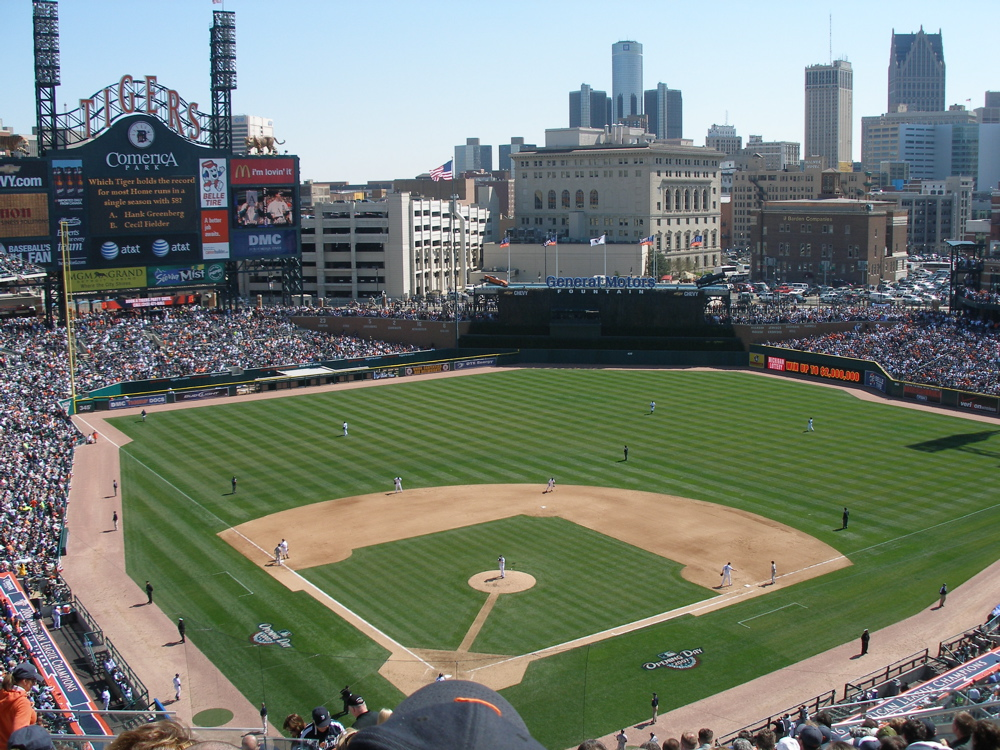
Il Comerica Park, stadio che ospita le partite casalinghe dei Detroit Tigers

Detroit ha quattro squadre che la rappresentano nei quattro principali sport degli Stati Uniti, due delle quali giocano però al di fuori dei limiti cittadini. I Pistons ad esempio giocano a Detroit, dopo avere abbandonato lo storico Palace di Auburn Hills. Grazie a dei fan particolarmente accaniti per quanto riguarda l'hockey su ghiaccio, la città si è guadagnata l'appellattivo di "Hockeytown".
In dettaglio, le franchigie che rappresentano Detroit sono:
- I Detroit Lions (NFL, football americano) che giocano al Ford Field
- I Detroit Pistons (NBA, basket) che giocano alla Little Caesars Arena
- I Detroit Red Wings (NHL, hockey su ghiaccio) che giocano alla Little Caesars Arena
- I Detroit Tigers (MLB, baseball) che giocano al Comerica Park

Per quanto riguarda gli sport collegiali, la University of Detroit Mercy ha un programma per l'NCAA di prima divisione e la Wayne State University anche uno per la seconda divisione.
Inizialmente il campionato mondiale di Formula 1 faceva tappa anche a Detroit. La corsa sfilava tra le strade cittadine nel periodo che andava dal 1982 al 1988. Dal 1989 la tappa statunitense del mondiale si trasferì a Phoenix. La corsa passò dalla Formula 1 alla Champ Car dal 1989 al 2001 e poi alla IndyCar Series dal 2007 al 2013.
A Detroit venne abbinato il nome di "Città dei Campioni" per il susseguirsi di vittorie, sia individuali che di squadra, che ottenne specialmente negli anni trenta.

## Amministrazione

### Gemellaggi
- Chongqing
- Dubai
- Kitwe
- Minsk
- Nassau
- Torino
- Toyota